# Suracarta torquata
Suracarta torquata är en insektsart som först beskrevs av Jacobi 1905.  Suracarta torquata ingår i släktet Suracarta och familjen spottstritar. Inga underarter finns listade i Catalogue of Life.